# Gatineau
Gatineau (čti [gatynó], francouzsky též Ville de Gatineau) je město v kanadské provincii Québec. Leží na protilehlém břehu řeky Ottawa oproti hlavnímu městu Kanady Ottawě. S hlavním městem vytváří aglomeraci National Capital Region s počtem obyvatel 1 323 783 v roce 2016.
Vzhledem k bezprostřední blízkosti hlavního města Kanady se zde nachází množství federálních institucí a budov. Sídlí zde například Canadian International Development Agency, Public Works and Government Services Canada, Aboriginal Affairs and Northern Development Canada a Transportation Safety Board of Canada.
K konci léta se ve městě koná festival vzdušných balonů. Významnou atrakcí v Gatineau je Kanadské muzeum civilizace.

## Obyvatelstvo
Město vzniklo v roce 2002 spojením měst Aylmer, Buckingham, Gatineau, Hull a Masson-Angers. Centrum města se nachází v čtvrti Hull.
| \| Podíl obyvatel čtvrtí Gatineau \| Podíl obyvatel čtvrtí Gatineau \| Podíl obyvatel čtvrtí Gatineau \| Podíl obyvatel čtvrtí Gatineau \| Podíl obyvatel čtvrtí Gatineau \| \| ------------------------------ \| ------------------------------ \| ------------------------------ \| ------------------------------ \| ------------------------------ \| \| \| \| \| \| \| \| Gatineau \| Gatineau \| \| 45,4 % \| 45,4 % \| \| Hull \| Hull \| \| 29,2 % \| 29,2 % \| \| Aylmer \| Aylmer \| \| 15,9 % \| 15,9 % \| \| Buckingham \| Buckingham \| \| 5,1 % \| 5,1 % \| \| Masson-Angers \| Masson-Angers \| \| 4,3 % \| 4,3 % \| |               |  |        |        |
| Podíl obyvatel čtvrtí Gatineau |               |  |        |        |
| |               |  |        |        |
| Gatineau | Gatineau      |  | 45,4 % | 45,4 % |
| Hull | Hull          |  | 29,2 % | 29,2 % |
| Aylmer | Aylmer        |  | 15,9 % | 15,9 % |
| Buckingham | Buckingham    |  | 5,1 %  | 5,1 %  |
| Masson-Angers | Masson-Angers |  | 4,3 %  | 4,3 %  |